# Сент-Полс (Північна Кароліна)
Сент-Полс (англ. St. Pauls) — місто (англ. town) в США, в окрузі Робсон штату Північна Кароліна. Населення — 2045 осіб (2020).

## Географія
Сент-Полс розташований за координатами 34°48′25″ пн. ш. 78°58′25″ зх. д. / 34.80694° пн. ш. 78.97361° зх. д. (34.807053, -78.973553).  За даними Бюро перепису населення США в 2010 році місто мало площу 2,81 км², уся площа — суходіл. В 2017 році площа становила 3,92 км², уся площа — суходіл.

## Демографія
Згідно з переписом 2010 року, у місті мешкало 2035 осіб у 798 домогосподарствах у складі 534 родин. Густота населення становила 725 осіб/км².  Було 865 помешкань (308/км²).
Расовий склад населення:
| - 53,7 % — білих - 19,1 % — чорних або афроамериканців - 5,8 % — корінних американців - 0,2 % — азіатів - 0,1 % — вихідців з тихоокеанських островів - 17,6 % — осіб інших рас |

До двох чи більше рас належало 3,4 %. Частка іспаномовних становила 25,1 % від усіх жителів.
За віковим діапазоном населення розподілялося таким чином: 25,4 % — особи молодші 18 років, 59,9 % — особи у віці 18—64 років, 14,7 % — особи у віці 65 років та старші. Медіана віку мешканця становила 36,7 року. На 100 осіб жіночої статі у місті припадало 101,7 чоловіків;  на 100 жінок у віці від 18 років та старших — 93,4 чоловіків також старших 18 років.
Середній дохід на одне домашнє господарство  становив 36 734 долари США (медіана — 24 693), а середній дохід на одну сім'ю — 45 141 долар (медіана — 32 279). Медіана доходів становила 35 000 доларів для чоловіків та 24 760 доларів для жінок. За межею бідності перебувало 29,6 % осіб, у тому числі 47,4 % дітей у віці до 18 років та 22,7 % осіб у віці 65 років та старших.
Цивільне працевлаштоване населення становило 765 осіб. Основні галузі зайнятості: виробництво — 28,1 %, освіта, охорона здоров'я та соціальна допомога — 21,6 %, роздрібна торгівля — 11,4 %, мистецтво, розваги та відпочинок — 7,6 %.